# Hontianske Moravce
Hontianske Moravce (hongrois : Hontmarót) est un village de Slovaquie situé dans la région de Banská Bystrica.

## Histoire
La première mention écrite du village date de 1245.

## Démographie

### Évolution de la population
| Année:               | 1994. | 2004.    | 2014.   | 2024.    |
| -------------------- | ----- | -------- | ------- | -------- |
| Nombre de personnes: | 723   | 893      | 885     | 745      |
| Différence:          |       | +23,51 % | -0,89 % | -15,81 % |

| Année:               | 2023. | 2024.   |
| -------------------- | ----- | ------- |
| Nombre de personnes: | 760   | 745     |
| Différence:          |       | -1,97 % |